# Francisco Elson
Francisco Elson (Rotterdam, 28 de febrer de 1976) és un jugador de bàsquet neerlandès, que juga als Milwaukee Bucks de l'NBA.
Els inicis d'aquest jugador foren quan va començar la seva carrera en la AMVJ Rotterdam als 12 anys. Després de quedar-se uns anys al par, la seva entrada al gimnàs de Maria school li va demanar que tornés als 16 anys. Va ser membre de la selecció neerlandesa de sub-20 i va assistir dues temporades al Kilgore College a Texas abans de completar els seus estudis a la Universitat de Califòrnia, Berkeley.
La seva entrada a l'NBA Elson va ser seleccionador en el Draft del 1999 per Denver Nuggets a la segona ronda, però no va començar a jugar a la lliga fins a finals de la temporada 2003-04. També va jugar quatre anys a la ACB, a la temporada 1999-2001 a l'equip FC Barcelona, amb una mitjana de 3,4 punts, 3,9 rebots en 32 partits a la seva primera temporada.
En dos anys en Denver va tenir unes mitjanes de 3,6 punts i 3,1 rebots. En la tercera temporada va participar en 72 partits, 54 d'ells com a titular, amb 4,9 punts i 4,7 rebots en 21,9 minuts. El juliol de 2006 va signar un contracte amb San Antonio Spurs per 2 anys a raó de 6 milions de dòlars. Al febrer de 2008 va ser traspassat juntament amb Brent Barry als Seattle SuperSonics en canvi de Kurt Thomas. L'agost de 2008 va signar un contracte amb els Milwaukee Bucks.